# Çaykur Rizespor Kulübü
Il Çaykur Rizespor Kulübü, chiamato comunemente solo Çaykur Rizespor, è una società calcistica con sede a Rize, in Turchia. Milita attualmente nella Süper Lig, la massima divisione del campionato turco di calcio.
Fondato nel 1953, aveva come colori sociali il giallo e il verde, poi mutati in blu e verde. Dal 1990 è sponsorizzato dall'azienda di tè Çaykur, da cui il nome e il logo che consiste in una foglia di tè. Disputa le partite interne allo stadio Çaykur Didi di Rize (15 500 posti).

## Storia
Il Rizespor Kulübü nacque a Rize per opera di cinque soci, Yakup Temizel, Atıf Taviloğlu, İsmet Bilsel, Yaşar Tümbekçioğlu e Muharrem Kürkçü, il 19 maggio 1953, giorno del 34º anniversario della guerra d'indipendenza turca. L'intento era favorire lo sviluppo del calcio a Rize. Furono scelti come colori sociali il giallo e il verde.
Nel 1968 il club si diede un assetto professionistico, con la fusione di due club, il Rize Güneşspor e il Fenergençlik. Il club ripartì dalla terza divisione assumendo come colori sociali il blu e verde. Nel 1978-1979 il Rizespor vinse il campionato di seconda serie ed ebbe accesso alla Süper Lig per la prima volta nella sua storia. Nel 1990 strinse un accordo con l'azienda produttrice di tè Çaykur, che diede al club l'attuale nome. Il logo da allora consiste in una foglia di tè.
Nella stagione 2017-2018 ha vinto il campionato cadetto ed è tornato in Süper Lig, la massima serie nazionale, per poi ottenere tre salvezze nelle annate seguenti.

## Palmarès

### Competizioni nazionali
- Lig A: 2

1978-1979, 1984-1985
- TFF 1. Lig: 1

2017-2018
- TFF 3. Lig: 2

1973-1974, 1993-1994

### Altri piazzamenti
- Coppa di Turchia:

Semifinalista: 2007-2008, 2015-2016
- TFF 1. Lig:

Secondo posto: 2002-2003, 2012-2013

## Statistiche e record

### Statistiche nelle competizioni UEFA
Tabella aggiornata alla fine della stagione 2018-2019.
| Competizione    | Partecipazioni | G | V | N | P | RF | RS |
| --------------- | -------------- | - | - | - | - | -- | -- |
| Coppa Intertoto | 1              | 2 | 0 | 0 | 2 | 1  | 4  |

## Organico

### Rosa 2025-2026
Aggiornata al 20 agosto 2025.
| N. |                                 | Ruolo | Calciatore           |
| -- | ------------------------------- | ----- | -------------------- |
| 1  | Turchia (bandiera)              | P     | Erdem Canpolat       |
| 2  | Uzbekistan (bandiera)           | D     | Husniddin Aliqulov   |
| 3  | Turchia (bandiera)              | D     | Samet Akaydin        |
| 4  | Ungheria (bandiera)             | C     | Attila Mocsi         |
| 5  | Danimarca (bandiera)            | D     | Casper Nielsen       |
| 6  | Grecia (bandiera)               | C     | Giannīs Papanikolaou |
| 7  | Romania (bandiera)              | A     | Valentin Mihăilă     |
| 8  | Bosnia ed Erzegovina (bandiera) | C     | Dal Varešanović      |
| 9  | Gambia (bandiera)               | A     | Ali Sowe             |
| 10 | Nigeria (bandiera)              | C     | Ibrahim Olawoyin     |
| 11 | Turchia (bandiera)              | A     | Halil Dervişoğlu     |
| 15 | Rep. Ceca (bandiera)            | A     | Václav Jurečka       |
| 16 | Turchia (bandiera)              | D     | Anıl Yaşar           |

| N. |                                 | Ruolo | Calciatore         |
| -- | ------------------------------- | ----- | ------------------ |
| 17 | Finlandia (bandiera)            | C     | Janne-Pekka Laine  |
| 18 | Bosnia ed Erzegovina (bandiera) | C     | Muhamed Buljubašić |
| 19 | Turchia (bandiera)              | A     | Deniz Yaşar        |
| 20 | Albania (bandiera)              | C     | Qazim Laçi         |
| 27 | Mali (bandiera)                 | D     | Modibo Sagnan      |
| 35 | Turchia (bandiera)              | P     | Efe Doğan          |
| 37 | Turchia (bandiera)              | D     | Taha Şahin         |
| 54 | Turchia (bandiera)              | C     | Mithat Pala        |
| 70 | Turchia (bandiera)              | D     | Furkan Orak        |
| 77 | Kosovo (bandiera)               | A     | Altin Zeqiri       |
| 97 | Turchia (bandiera)              | A     | Doğanay Avcı       |
| 99 | Turchia (bandiera)              | A     | Emrecan Bulut      |